# Fulvio Sulmoni
Fulvio Sulmoni, né le 30 mars 1984 à Mendrisio en Suisse, est un footballeur suisse qui joue au poste de défenseur.

## Biographie
Passé par les équipes jeune du Team Ticino, Fulvio Sulmoni rejoint le FC Lugano en 2005 avec qui il fait ses débuts en octobre de la même année lors d'un match de Challenge League contre le FC Lucerne. Il reste cinq saisons au club avant de rejoindre le FC Locarno en 2010.
Après une saison à Locarno, une au FC Chiasso et une à l'AC Bellinzone, il rejoint le FC Thoune à l'été 2013 où il découvre à l'âge de vingt-sept ans la Super League ainsi que la Ligue Europa en participant notamment à la phase de poule de l'édition 2013 pour la première fois de l'histoire du club.
En 2016, il revient dans son club formateur du FC Lugano.
Arrivé en fin de contrat, il prend sa retraite à l'été 2020.

## Palmarès
Il est vice-champion de deuxième division Suisse en 2007, 2008, 2009 et 2010 avec le FC Lugano et en 2013 avec l'AC Bellinzone

## Vie privée
Après sa carrière, il écrit un livre très critique sur le football nommé "Piace di averti conosciuto" et publié en italien et en allemand dans lequel il parle des maux du football, notamment l'argent.
Il a une fille nommée Aurora.